# Michail Michajlovič Ščerbatov
Michail Michajlovič Ščerbatov (in russo Mихаил Михайлович Щербатов?; Mosca, 22 luglio 1733 – San Pietroburgo, 12 dicembre 1790) è stato un politico e storico russo.
Fu membro onorario dell'Accademia russa delle scienze e membro dell'Accademia russa.

## Biografia
Figlio del principe Michail Jur'evič Ščerbatov (1677-1738), e della sua seconda moglie, Irina Semënovna Soncova-Zasekina.
Studiò con precettori privati letteratura, storia, filosofia, diritto e scienze naturali. Inoltre, come tutte le persone colte del suo tempo, parlava francese, tedesco e italiano e comprendeva anche altre lingue occidentali.

## Carriera

### Carriera militare
Iniziò nel 1750 la carriera militare nel reggimento Semënovskij, congedandosi col grado di capitano nel 1762, quando lo zar Pietro III emise l'editto sulla Libertà della nobiltà, con il quale si stabiliva che, contrariamente a quanto deciso al tempo di Pietro I, i nobili non erano obbligati al servizio militare perpetuo.

### Carriera politica
Entrò a far parte della pubblica amministrazione nel 1767. Nello stesso anno presiedette il Comitato legislativo, che rappresentava tutte le classi tranne i contadini. Nel 1770 fu nominato membro del Ufficio del Commercio.

### Storico
Nel 1768 fu nominato storiografo da Caterina II, che lo ammise a corte nel 1773. L'ammissione nella biblioteca imperiale gli permise di porre mano alla sua Storia russa, che giunge fino al 1610.
La tesi sviluppata nella sua Storia è che il dispotismo non è una tradizionale forma di governo russo, ma che prìncipi e zar avevano governato in collaborazione con la nobiltà, garantendo al paese un lungo periodo di crescita. Tale tesi è contraddetta dal fatto che proprio durante i regni di Ivan il Terribile, che sterminò i propri consiglieri, e di Pietro I, che aveva ridotto il potere dei boiardi, la Russia aveva conosciuto i suoi periodi di maggior potenza. Ščerbatov sostiene che lo stato della Russia fu felice finché tra Ivan e nobiltà vi fu armonia e rovinoso successivamente, mentre i successi della Russia ottenuti sotto lo zar Pietro furono più apparenti che reali e comunque pagati al prezzo di una profonda decadenza morale.
Nel 1762, quando salì al trono Caterina II, Ščerbatov chiese la rimozione della Tabella dei ranghi creato da Pietro I il 13 gennaio 1722. Era un sostenitore della registrazione delle fabbriche da parte dei commercianti, ma vieta l'acquisto di questa forza lavoro. Apparve favorevole alla conservazione della servitù della gleba in Russia, sostenendo l'analfabetismo degli agricoltori, dimostrando che non sanno come usare la loro libertà in modo corretto.
Massone, il suo nome figura nei registri dei massoni del 1756, fu membro del Capitolo di San Pietroburgo verso il 1760 e della Loggia "Uguaglianza" nel 1775-1776.

## Matrimonio
Sposò una cugina, la principessa Natal'ja Ivanovna Ščerbatova (?-1798). Ebbero sei figli:
- Irina Michajlovna (1757-1827), sposò Matvej Grigor'evič Spiridov, ebbero sette figli;
- Ivan Michajlovič (1758-);
- Dmitrij Michajlovič (1760-1839);
- Praskov'ja Michajlovna, sposò Fëdor Pavlovič Ščerbatov;
- Natal'ja Michajlovna, sposò Jakov Petrovič Čaadaev;
- Anna Michajlovna.

## Opere
- Storia russa, 7 voll., 1771-1791